# ファウジ・ベンザルティ
ファウジ・ベンザルティ（アラビア語: فوزي البنزرتي、1950年1月3日 - ）は、チュニジア共和国モナスティル出身の元サッカー選手、サッカー指導者。

## 経歴
2013年にモロッコで行われたクラブワールドカップで、当時無名だったラジャ・カサブランカを率いて決勝まで導き、旋風を巻き起こしたことでも知られている監督。そのままサッカーモロッコ代表の監督就任オファーもあったが、断りモロッコを去った。
その後2014年から地元チュニジアのエトワール・サヘルの監督に再び就任し、2017年に退任した。

## 指導歴
- サッカーリビア代表 2007-2009
- エスペランス・スポルティーブ・ドゥ・チュニス 2009
- サッカーチュニジア代表 2009-2010
- エスペランス・スポルティーブ・ドゥ・チュニス 2010
- クラブ・アフリカーン 2011-2012
- エトワール・サヘル 2012
- アル・シャールジャSCC 2012
- USモナスティル 2013
- ラジャ・カサブランカ 2013-2014
- エトワール・サヘル 2014-2017
- エスペランス・スポルティーブ・ドゥ・チュニス 2017